# Épineux-le-Seguin
Épineux-le-Seguin – miejscowość i dawna gmina we Francji, w regionie Kraj Loary, w departamencie Mayenne. W 2013 roku populacja gminy wynosiła 245 mieszkańców. 
W dniu 1 stycznia 2017 roku z połączenia dwóch ówczesnych gmin – Ballée oraz Épineux-le-Seguin – utworzono nową gminę Val-du-Maine. Siedzibą gminy została miejscowość Ballée. 